# 纳热勒-塞梅尼勒
纳热勒-塞梅尼勒（法語：Nagel-Séez-Mesnil，法語發音：[naʒɛl se mɛnil]）是法国厄尔省的一个市镇，位于该省中南部，属于埃夫勒区。该市镇于1951年由原市镇纳热勒（Nagel）和塞梅尼勒（Séez-Mesnil）合并而成。

## 地理
纳热勒-塞梅尼勒（48°55'25"N, 0°56'9"E）面积11.72 平方千米，位于法国诺曼底大区厄尔省，该省份为法国北部内陆省份，北起滨海塞纳省，西接奧恩省和卡爾瓦多斯省，南至厄尔-卢瓦省，东临瓦兹省、瓦兹河谷省和伊夫林省。
与纳热勒-塞梅尼勒接壤的市镇（或旧市镇、城区）包括：博布赖、马尔布瓦、乌什地区孔什、诺让勒塞克、勒瓦勒多雷。
纳热勒-塞梅尼勒的时区为UTC+01:00、UTC+02:00（夏令时）。

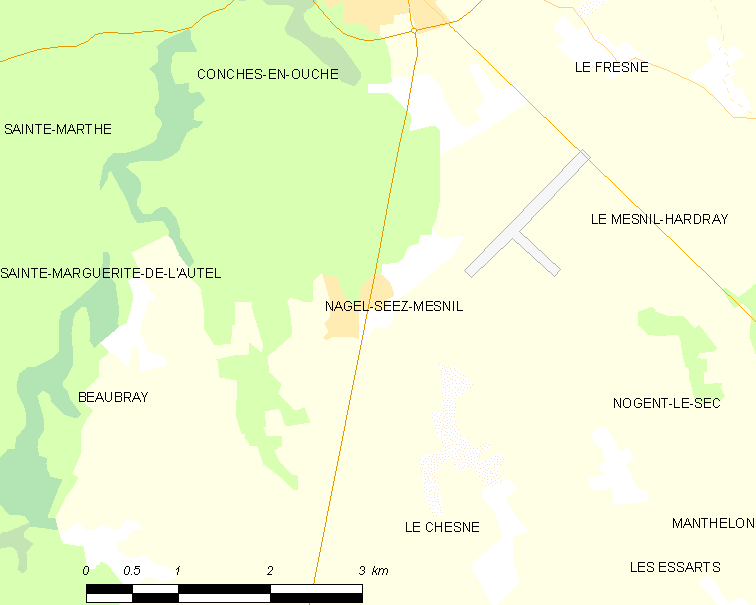
纳热勒-塞梅尼勒的OSM定位图

## 行政
纳热勒-塞梅尼勒的邮政编码为27190，INSEE市镇编码为27424。

## 政治
纳热勒-塞梅尼勒所属的省级选区为乌什地区孔什县。

## 人口

1962-2008年间纳热勒-塞梅尼勒人口变化图示

纳热勒-塞梅尼勒于2022年1月1日时的人口数量为334人。